# مزرعه رزک
مزرعه رزک یک روستا در ایران است که در بخش مرکزی شهرستان آباده واقع شده‌است. مزرعه رزک ۲۵ نفر جمعیت دارد.